# Liste des œuvres yuri
Cette page est la liste des œuvres yuri, qui se veut exhaustive. Comme il n'y a pas de consensus sur la liste des œuvres appartenant au canon yuri, ne sont listées que les œuvres reconnues comme appartenant au genre « yuri » par les éditeurs, la presse, les chercheurs et les conventions. La présence d'une œuvre dans cette liste ne présage pas du type de yuri employé, ni de sa place ni de son importance, seulement que l'œuvre a été reconnue comme « yuri » ou « girls' love » par une source de référence.
| Titre                                   | Titre original                                                             | Auteur(s)                                                               | Date | Support(s)                      |
| --------------------------------------- | -------------------------------------------------------------------------- | ----------------------------------------------------------------------- | ---- | ------------------------------- |
| Hana monogatari                         | Hana monogatari (花物語) (Contes de la fleur)                              | Nobuko Yoshiya                                                          | 1916 | Recueil de nouvelles            |
| Shīkuretto Rabu                         | Shīkuretto Rabu (シークレットラブ) (Amour secret)                          | Masako Yashiro                                                          | 1970 | Manga                           |
| Futari Pocchi                           | Futari Pocchi (ふたりぽっち)                                               | Riyoko Ikeda                                                            | 1971 | Manga                           |
| Shiroi Heya no Futari                   | Shiroi Heya no Futari (白い部屋のふたり) (Notre chambre blanche)           | Ryōko Yamagishi                                                         | 1971 | Manga                           |
| La Rose de Versailles                   | Berusaiyu no Bara (ベルサイユのばら)                                       | Riyoko Ikeda                                                            | 1972 | Manga Anime                     |
| Maya no Sōretsu                         | Maya no Sōretsu (摩耶の葬列) (La procession funéraire de Maya)             | Yukari Ichijo                                                           | 1972 | Manga                           |
| Très cher frère...                      | Oniisama he… (おにいさまへ…)                                               | Riyoko Ikeda                                                            | 1975 | Manga Anime                     |
| Claudine...!                            | Kurōdīnu…! (クローディーヌ…!)                                              | Riyoko Ikeda                                                            | 1978 | Manga                           |
| Apurōzu - Kassai                        | Apurōzu - Kassai (アプローズ ー喝采)                                       | Kyōko Ariyoshi                                                          | 1981 | Manga                           |
| Sakura no sono                          | Sakura no sono (櫻の園) (Jardin de sakura)                                 | Akimi Yoshida                                                           | 1985 | Manga                           |
| Paros no Ken                            | Parosu no Ken (パロスの剣) (L'épée de Paros)                               | Kaoru Kurimoto                                                          | 1986 | Manga                           |
| Moonlight Flowers                       | Gekka Bijin (月下美人)                                                     | Mutsumi Tsukomo                                                         | 1989 | Manga                           |
| Sailor Moon                             | Bishōjo Senshi Sērā Mūn (美少女戦士セーラームーン)                         | Naoko Takeuchi                                                          | 1992 | Manga Anime Drama               |
| Yokohama kaidashi kikō                  | Yokohama kaidashi kikō (ヨコハマ買い出し紀行)                              | Hitoshi Ashinano                                                        | 1994 | Manga Anime                     |
| Cardcaptor Sakura                       | Kādokyaputā Sakura (カードキャプターさくら)                                | CLAMP                                                                   | 1996 | Manga Anime                     |
| Utena, la fillette révolutionnaire      | Shōjo kakumei Utena (少女 革命 ウテナ)                                     | Chiho Saito Kunihiko Ikuhara (réalisateur)                              | 1996 | Manga Anime                     |
| Devilman Lady                           | Debiruman Redī (デビルマンレディー)                                        | Gō Nagai                                                                | 1997 | Manga Anime                     |
| Maria-sama ga miteru                    | Maria-sama ga miteru (マリア様がみてる) (La Vierge Marie vous regarde)     | Oyuki Konno Reine Hibiki (illustratrice)                                | 1998 | Romans Manga Anime Film         |
| Pietà                                   | Pieta (ピエタ)                                                             | Nanae Haruno                                                            | 1998 | Manga                           |
| Azumanga daioh                          | Azumanga daiō (あずまんが大王)                                             | Kiyohiko Azuma                                                          | 1999 | Manga Anime                     |
| Read or Die                             | Rīdo oa Dai (リード・オア・ダイ)                                           | Hideyuki Kurata                                                         | 2000 | Romans Anime Manga              |
| Les Petites Fraises                     | Ichigo Mashimaro (苺ましまろ)                                              | Barasui                                                                 | 2001 | Manga Anime Visual novel        |
| Love My Life                            | Rabu mai raifu (ラブ・マイ・ライフ)                                        | Ebine Yamaji                                                            | 2001 | Manga Film                      |
| Loveless                                | Raburesu (ラブレス)                                                        | Yun Kōga                                                                | 2001 | Manga Anime Romans              |
| Noir                                    | Nowāru (ノワール)                                                          | Kōichi Mashimo                                                          | 2001 | Anime                           |
| Elles                                   | Haru Natsu Aki Fuyu (春夏秋冬)                                             | Eiki Eiki Taishi Zaō (illustratrice)                                    | 2003 | Manga                           |
| Hatsukoi Shimai                         | Hatsukoi Shimai (初恋姉妹)                                                 | Mako Komao Mizuo Shinonome (illustratrice) Reine Hibiki (illustratrice) | 2003 | Romans Manga                    |
| Kotonoha no miko to kotodama no majo to | Kotonoha no Miko to Kotodama no Majo to (ことのはの巫女とことだまの魔女と) | Miyabi Fujieda                                                          | 2003 | Manga                           |
| Secret Girlfriends                      | Kuchibiru Tameiki Sakurairo (くちびるためいきさくらいろ)                   | Milk Morinaga                                                           | 2003 | Manga                           |
| Strawberry Panic!                       | Sutoroberī Panikku! (ストロベリー・パニック)                               | Sakurako Kimino                                                         | 2003 | Romans Manga Anime Visual novel |
| Strawberry Shake Sweet                  | Sutoroberī Sheiku Sweet (ストロベリーシェイク Sweet)                       | Shizuru Hayashiya                                                       | 2003 | Manga                           |
| Shōjo Sect                              | Shōjo Sekuto (少女セクト)                                                  | Ken Kurogane                                                            | 2003 | Manga Anime                     |
| Uchū no Stellvia                        | Uchū no suteruvia (宇宙のステルヴィア)                                     | Tatsuo Sato                                                             | 2003 | Anime Manga                     |
| Voiceful                                | Voiceful ()                                                                | Nawoko                                                                  | 2004 | Manga                           |
| Fleurs bleues                           | Aoi Hana (青い花)                                                          | Takako Shimura                                                          | 2004 | Manga Anime                     |
| Kannazuki no miko                       | Kannazuki no miko (神無月の巫女)                                           | Kaishaku                                                                | 2004 | Manga Anime                     |
| Madlax                                  | Madorakkusu (マドラックス)                                                 | Kōichi Mashimo                                                          | 2004 | Anime                           |
| Nanami to Misuzu                        | Nanami to Misuzu (南波と海鈴)                                              | Sunao Minakata                                                          | 2005 | Manga                           |
| Girl Friends                            | Gāru Furenzu (ガールフレンズ)                                              | Milk Morinaga                                                           | 2006 | Manga                           |
| Simoun                                  | Shimūn (シムーン)                                                          | Junji Nishimura                                                         | 2006 | Anime Manga Romans              |
| Sono hanabira ni kuchizuke o            | Sono Hanabira ni Kuchizuke o (その花びらにくちづけを)                      | Shinichirō Sano                                                         | 2006 | Visual novel Romans Anime       |
| Apple Day Dream                         | Appuru Dei Doriimu (アップルデイドリーム)                                  | Nene Jōnōchi                                                            | 2007 | Manga                           |
| El cazador de la bruja                  | Eru Kazado (エル・カザド)                                                  | Kōichi Mashimo Hirose Shū                                               | 2007 | Anime Manga                     |
| Sasameki Koto                           | Sasameki Koto (ささめきこと)                                               | Takashi Ikeda                                                           | 2007 | Manga Anime                     |
| Hanjuku Joshi                           | Hanjuku Joshi (半熟女子) (Filles immatures)                                | Akiko Morishima                                                         | 2008 | Manga                           |
| Octave                                  | Okutāvu (オクターヴ)                                                       | Haru Akiyama                                                            | 2008 | Manga                           |
| YuruYuri                                | YuruYuri (ゆるゆり)                                                        | Namori                                                                  | 2008 | Manga Anime                     |
| Une recette secrète                     | Himitsu no Recipe (ひみつのレシピ)                                         | Milk Morinaga                                                           | 2009 | Manga                           |
| Puella Magi Madoka Magica               | Mahō Shōjo Madoka Magika (魔法少女まどか☆マギカ)                           | Akiyuki Shinbo                                                          | 2011 | Anime Manga Romans              |
| Inugami-san to Nekoyama-san             | Inugami-san to Nekoyama-san (犬神さんと猫山さん)                           | Kuzushiro                                                               | 2011 | Manga Anime                     |
| Yuri Danshi                             | Yuri Danshi (百合男子)                                                     | Uso Kurata                                                              | 2011 | Manga                           |
| Citrus                                  | Shitorasu (シトラス)                                                       | Saburouta                                                               | 2012 | Manga Anime                     |
| Transit Girls                           | Toranjitto Gāruzu (トランジットガールズ)                                   | Maeda Masato                                                            | 2015 | Drama                           |
| NTR: Netsuzou Trap                      | Netsuzō Torappu -NTR- (捏造トラップ-NTR-)                                  | Kodama Naoko                                                            | 2015 | Manga Anime                     |
| Bloom Into You                          | Yagate kimi ni naru (やがて君になる)                                       | Nio Nakatani                                                            | 2015 | Manga Anime                     |

### Magazinesyuri
1. 1 2 3 4 5 6  Prépublié dans Yuri Shimai.
2. 1 2 3 4 5 6 7  Prépublié dans Comic Yuri Hime.
3. ↑  Prépublié dans Comic Yuri Hime S.
4. ↑  Prépublié dans Tsubomi.

### Ouvrages de référence
- (en) Verena Maser, Beautiful and Innocent : Female Same-Sex Intimacy in the Japanese Yuri Genre, Université de Trèves, coll. « Dissertation aus dem Fachbereich II: Sprach-, Literatur-und Medienwissenschaften der Universität Trier (überarbeitete Fassung) », 27 septembre 2013, 176 p. (lire en ligne [PDF]).
- Karen Merveille, « La révolte du lys : une odyssée du yuri », dans Manga 10000 images : le Manga au féminin, vol. 3, Éditions H, 2010 (ISBN 978-2-9531781-4-2, OCLC 893733727), p. 55-79.